# فسفین اکسید

ساختار عمومی فسفین اکسیدها

فسفین اکسیدها(به انگلیسی: Phosphine oxide) دسته ای از ترکیبات شیمیایی هستند که در آن گروه عاملی به صورت OPX۳ که در آن X می‌تواند یک گروه آلکیل یا آریل باشد، وجود دارد. تری‌فنیل‌فسفین اکسید یک مثال از نوع آلی این دسته مواد است و فسفریل کلرید نیز نوع دیگری از این ترکیبات است که به جای X در آن سه اتم کلر نشسته است و تشکیل یک ترکیب معدنی را داده است. مقاومت حرارتی بالا از ویژگی های مهم این دسته ترکیبات است.